# Alphonse Leweck
Alphonse « Fons » Leweck est un footballeur luxembourgeois né le 16 décembre 1981.

## Sélection nationale
- 53 matches et 4 buts avec l'équipe du Luxembourg de football entre 2002 et 2009.

### Buts internationaux
| # | Date              | Lieu                           | Adversaire  | Résultat | Compétition                       |
| - | ----------------- | ------------------------------ | ----------- | -------- | --------------------------------- |
| 1 | 8 septembre 2004  | Stade Josy Barthel, Luxembourg | Lettonie    | 3–4      | Éliminatoires Coupe du monde 2006 |
| 2 | 13 octobre 2007   | Central Stadion, Gomel         | Biélorussie | 1–0      | Éliminatoires Euro 2008           |
| 3 | 27 mai 2008       | Stade Josy Barthel, Luxembourg | Cap-Vert    | 1–1      | Amical                            |
| 4 | 10 septembre 2008 | Stade du Letzigrund, Zurich    | Suisse      | 2–1      | Éliminatoires Coupe du monde 2010 |